# Josef Fischer (motociclista)
Josef "Mandy" Fischer (Salzburgo, 6 de noviembre de 1959 - Salzburgo, 31 de agosto de 2019) fue un piloto de motociclismo austríaco que compitió en el Campeonato del Mundo de Motociclismo entre 1986 y 1990.

## Biografía
Mandy Fischer debuta en el Mundial en 1986 en la categoría de 80cc a bordo de una Krauser con la que sumó 12 puntos para terminar la temporada en el noveno puesto de la clasificación general. Esa misma temporada disputa el campeonato europeo en la misma categoría, finalizando tercero, con una victoria en la prueba inaugural en Vallelunga.  Al año siguiente, seguirá en Krauser donde conseguirá el noveno puesto de la general con grandes resultados como un cuarto lugar en el Gran Premio de Austria o el sexto en el Gran Premio de Gran Bretaña. En 1988 da el salto a la categoría de 125cc con una Rotax con el que repetirá un cuarto lugar en el Gran Premio de Austria como mejor posición. Continúa la aventura en 125cc con una Honda en 1989 aunque suma tan solo un punto mientras que también probará su oportunidad en el campeonato europeo de 125 cc con un 4.º lugar en Austria y un segundo lugar en Holanda como mejor resultado. Su última temporada sería en 1990 pero tendrá problemas para clasificarse y no pudo disputar ninguna carrera del Mundial de 125 cc.

## Resultados
Sistema de puntuación desde 1969 hasta 1987:
| Posición | 1.º | 2.º | 3.º | 4.º | 5.º | 6.º | 7.º | 8.º | 9.º | 10.º |
| Puntos   | 15  | 12  | 10  | 8   | 6   | 5   | 4   | 3   | 2   | 1    |

Sistema de puntuación desde 1988 hasta 1991:
| Posición | 1.º | 2.º | 3.º | 4.º | 5.º | 6.º | 7.º | 8.º | 9.º | 10.º | 11.º | 12.º | 13.º | 14.º | 15.º |
| Puntos   | 20  | 17  | 15  | 13  | 11  | 10  | 9   | 8   | 7   | 6    | 5    | 4    | 3    | 2    | 1    |

(Carreras en Negrita indica pole position, Carreras en cursiva indica vuelta rápida)
| Año  | Clase | Moto    | 1     | 2     | 3        | 4       | 5      | 6       | 7       | 8       | 9       | 10      | 11      | 12      | 13      | 14      | 15    | Pts. | Pos. |
| ---- | ----- | ------- | ----- | ----- | -------- | ------- | ------ | ------- | ------- | ------- | ------- | ------- | ------- | ------- | ------- | ------- | ----- | ---- | ---- |
| 1986 | 80cc  | Krauser |       | ESP - | NAC -    | ALE 7   | AUT 9  | YUG 8   | NED 7   |         |         | GBR Ret |         | RSM 14  | BDN Ret |         |       | 13   | 9.º  |
| 1987 | 80cc  | Krauser |       | SPA 9 | GER Ret  | NAT Ret | AUT 4  | YUG Ret | NED Ret |         | GBR 6   |         | CZE 7   | RSM Ret | POR 12  |         |       | 19   | 9.º  |
| 1988 | 125cc | Rotax   |       |       | ESP 17   |         | NAT 17 | GER 15  | AUT 4   | NED 15  | BEL Ret | YUG 12  | FRA DNQ | GBR DNQ |         | CZE Ret |       | 19   | 22.º |
| 1989 | 125cc | Honda   |       | JAP - | AUS -    | SPA -   | NAT 21 | GER Ret | AUT 14  |         | NED 20  | BEL 24  | FRA -   | GBR 20  | SWE -   | CZE -   |       | 2    | 43.º |
| 1990 | 125cc | Honda   | JPN - |       | SPA DNQ- | NAT -   | GER -  | AUT -   | YUG -   | NED DNQ | BEL -   | FRA -   | GBR DNQ | SWE -   | CZE -   | HUN -   | AUS - | 0    | -    |

| Color     | Resultado                                                               |
| --------- | ----------------------------------------------------------------------- |
| Oro       | Ganador                                                                 |
| Plata     | 2.ª plaza                                                               |
| Bronce    | 3.ª plaza                                                               |
| Verde     | Finalizó en los puntos                                                  |
| Azul      | Finalizó sin puntos                                                     |
| Azul      | NC - No clasificado                                                     |
| Violeta   | Ret - No terminó (Carrera)                                              |
| Rojo      | DNQ - No se clasificó                                                   |
| Negro     | DSQ - Descalificado                                                     |
| Blanco    | DNS - No empezó (carrera)                                               |
| Blanco    | WD - Retirado (fin de semana)                                           |
| Blanco    | C - Carrera cancelada                                                   |
| Sin color | DNP - Inscrito pero no participó                                        |
| Sin color | INJ - Lesionado                                                         |
| Sin color | EX - Excluido                                                           |
| Estado    | Resultado                                                               |
| Negrita   | Pole position                                                           |
| Cursiva   | Vuelta rápida                                                           |
| †         | Abandona, pero clasifica al completar el porcentaje requerido para ello |